# Аурангабад (дивізіон)
Аурангаба́д (англ. Aurangabad division) — один із 6 дивізіонів у складі штату Махараштра на заході Індії. Розташований на півдні центральної частини штату. Адміністративний центр — місто Аурангабад.

## Адміністративний поділ
До складу дивізіону входить 8 округів та 76 техсілів:
| Населений пункт | Площа, км² | Населення, осіб (2011) | Техсіли |
| --------------- | ---------- | ---------------------- | ------- |
| Аурангабад      | 10107      | 3701282                | 9       |
| Бід             | 10693      | 2585049                | 11      |
| Джална          | 7718       | 1959046                | 8       |
| Латур           | 7157       | 2454196                | 10      |
| Нандед          | 10528      | 3361292                | 16      |
| Османабад       | 7569       | 1657576                | 8       |
| Парбхані        | 6214       | 1836086                | 9       |
| Хінголі         | 4827       | 1177345                | 5       |